# Der Tag, an dem sie das Buch verhaften wollten
Der Tag, an dem sie das Buch verhaften wollten (Originaltitel The Day They Came to Arrest the Book) ist ein Roman des US-amerikanischen Journalisten und Historikers Nat Hentoff (1925–2017), der 1982 erstmals erschienen ist.
Das Buch wurde 1987 in den USA unter demselben Titel für das Fernsehen verfilmt. Der Roman befasst sich mit der Frage, wie Jugendschutz, Kunstfreiheit und Aufklärung in Einklang zu bringen sind.

## Inhalt
An der George Mason High School entsteht eine Diskussion darüber, ob das Buch Die Abenteuer des Huckleberry Finn eine geeignete Schullektüre ist. Eine kleine, aber laute Gruppe von Schülern und Eltern ist der Meinung, das Buch sei rassistisch, sexistisch und unmoralisch und sollte deshalb aus der Schulbücherei bzw. dem Lehrplan verschwinden.
Barney Roth ist Redakteur der Schülerzeitung. Er ist anderer Meinung und schreibt in der Schülerzeitung eine Geschichte über vorangegangene Fälle von Zensur an seiner Schule. Auf Seiten der Befürworter einer Entfernung des Buchs aus dem Lehrplan ist die sympathische Kate.
Die Kontroverse spitzt sich zu, als die Schulbehörde beschließt, eine öffentliche Anhörung abzuhalten, um zu entscheiden, ob das Buch zensiert werden soll. Am Ende gewinnen die Befürworter der Freiheit der Meinungsäußerung und "Huckleberry Finn" bleibt unzensiert. 

## Interpretation
Der Roman ist eine kritische und engagierte Auseinandersetzung mit der Zensur und der Meinungsfreiheit in der amerikanischen Gesellschaft verstehen, die darauf aufmerksam macht, wie wichtig es ist, sich für die Freiheit der Meinungsäußerung und die intellektuelle Freiheit einzusetzen.

## Ausgaben
- The Day They Came to Arrest the Book. Delacorte Press, New York, 1982, ISBN 0-440-91814-6.
- The Day They Came to Arrest the Book. Puffin, Harmondsworth 1987, ISBN 0-14-032138-1.